# Mangiare pane e veleno
Mangiare pane e veleno è un modo di dire della lingua italiana che indica una vita fatta di inquietudini e di umiliazioni (Petrocchi, Fanfani). Una delle più note occorrenze di questa espressione si trova nel film Miseria e nobiltà (1954): 

## Citazioni
- Pasquale (Enzo Turco): "Questo è un inferno! Qua si mangia pane e veleno!"
- Felice Sciosciammocca (Totò): "No Pasqua', solo veleno."